# دياني كريس
دياني كريس (بالإنجليزية: Diane Kress)‏ هي اخصائيه تغذية أمريكية، ولدت في 27 فبراير 1959.